# جنيفر تام
جنيفر تام (بالإنجليزية: Jennifer Tam)‏ هي لاعبة كرة الريشة أسترالية، ولدت في 27 مايو 1996.

## وصلات خارجية
- جنيفر تام على موقع BWF.tournamentsoftware.com (الإنجليزية)
- جنيفر تام على موقع BWFbadminton.com (الإنجليزية)